# Sarthe (reka)
Sarthe je 285 km dolga reka v zahodni Franciji, ki skupaj z Mayenne tvori novoimenovano reko Maine. Izvira v pokrajini Perche v bližini Alençona, nakar teče pretežno proti jugu, malo pred Angersom pa se združi z Mayenne v Maine.

## Geografija

### Porečje
- Briante
- Erve
- Huisne
- Loir
- Merdereau
- Orthe
- Sarthon
- Vaige
- Vandelle

### Departmaji in kraji
Reka Sarthe teče skozi naslednje departmaje in kraje:
- Orne: Alençon,
- Sarthe: Le Mans,
- Maine-et-Loire.